# Lill-Stensjön (Hällesjö socken, Jämtland)
Lill-Stensjön är en sjö i Bräcke kommun i Jämtland och ingår i Ljungans huvudavrinningsområde. Sjön har en area på 0,184 kvadratkilometer och ligger 297,1 meter över havet. Sjön avvattnas av vattendraget Stensjöbäcken.

## Delavrinningsområde
Lill-Stensjön ingår i det delavrinningsområde (696204-152945) som SMHI kallar för Utloppet av Lill-Stensjön. Medelhöjden är 323 meter över havet och ytan är 1,1 kvadratkilometer. Räknas de 6 avrinningsområdena uppströms in blir den ackumulerade arean 51,72 kvadratkilometer. Stensjöbäcken som avvattnar avrinningsområdet har biflödesordning 4, vilket innebär att vattnet flödar genom totalt 4 vattendrag innan det når havet efter 121 kilometer. Avrinningsområdet består mestadels av skog (72 procent). Avrinningsområdet har 0,19 kvadratkilometer vattenytor vilket ger det en sjöprocent på 16,9 procent.